# Henrik Pruski
Princ Albert Wilhelm Henrik Pruski (Berlin, 14. kolovoza 1862. -  Hemmelmark, 20. travnja 1929.) je bio njemački princ i vojni zapovjednik. Tijekom Prvog svjetskog rata zapovijedao je Baltičkom flotom.

## Obitelj
Henrik Pruski je rođen 14. kolovoza 1862. u Berlinu. Sin je krunskog princa Fredericka, kasnije cara Fredericka III. i princeze Viktorije, inače najstarije kćeri britanske kraljice Viktorije. Henrik je bio njihovo treće dijete, te je bio brat kasnijeg cara Vilima II. od kojeg je bio mlađi tri godine. U svibnju 1888. Henrik se oženio s princezom Irenom od Hessea i Rajne. S Irenom je imao tri sina Waldemara, Sigismunda i Henrika mlađeg koji je preminuo sa samo četiri navršene godine života.

## Vojna karijera
Nakon što je pohađao srednju školu u Kasselu, Henrik je s 15 godina 1877. godine stupio u njemačku mornaricu. Njegovo pomorsko obrazovanje obuhvaćalo je dvogodišnje putovanje oko svijeta, kao i pohađanje Njemačke pomorske akademije koju je završio 1866. godine. Godine 1887. postaje zapovjednikom torpednog čamca, te nakon toga i zapovjednikom flotile torpednih čamaca. Godine 1888. postaje zapovjednikom carske jahte SMS Hohenzollern, da bi iduće godine s činom kapetana postao zapovjednikom krstaša SMS Irene. Idućih godina zapovijeda obalnim krstašem SMS Beowulf, oklopnim krstašem SMS Sachen, te bojnim brodom SMS Worth. U rujnu 1895. promaknut je u kontraadmirala nakon čega zapovijeda pojedinim eskadrama bojnih krstaša. 
U prosinca 1899. Henrik dobiva čin viceadmirala, da bi dvije godine kasnije bio promaknut u čin admirala kada postaje i zapovjednikom Baltičkog pomorskog područja. Godine 1906. postaje zapovjednikom Flote otvorenog mora kojom zapovijeda do 1909. godine kada je zbog sukoba s ministrom mornarice Alfredom von Tirpitzom oko razvoja njemačke ratne mornarice prisiljen odstupiti s navedene dužnosti. Kako kao carev brat nije mogao biti otpušten iz mornarice, Henrik u rujnu 1909. dobiva čin velikog admirala, te postaje glavnim inspektorom carske mornarice.

## Prvi svjetski rat
Na početku Prvog svjetskog rata Henrik postaje zapovjednikom Baltičke flote koju dužnost je obavljao tijekom cijelog rata. Iako su pomorske snage kojima je zapovijedao bile manje od ruskih, Henrik je tijekom rata uspješno sprječavao prodor ruske flote i napade na njemačke luke. Tijekom rata predlagao je da se radi osiguranja njemačkih baza okupira Danska, ali taj njegov prijedlog nije prihvaćen. Henrik je Baltičkom flotom zapovijedao do veljače 1918. kada se umirovljuje.  

## Poslije rata
Nakon završetka rata i njemačke revolucije, Henriku je dopušteno da ostane živjeti u Njemačkoj. Henrik je tako živio u Hemmelmarku u pokrajini Schleswig-Holstein. Nastavio se kao veliki zaljubljenik, baviti jedrenjem kao i moto sportom.
Princ Henrik Pruski preminuo je od raka grla 20. travnja 1929. godine u 67. godini života u Hemmelmarku.   

## Vanjske poveznice
(eng.) Henrik Pruski na stranici First World War.com